# Madeline Gier
Madeline Gier (* 28. April 1996 in Oberhausen) ist eine deutsche Fußballspielerin.

## Karriere

### Vereine
Gier begann ihre fußballerische Karriere in ihrem Geburtsort beim VfR 08 Oberhausen und wechselte 2008 in die Jugendabteilung des FCR 2001 Duisburg. Am 29. April 2012 debütierte sie im Alter von 16 Jahren beim 2:0-Heimsieg gegen den SC 07 Bad Neuenahr in der Bundesliga, als sie kurz vor Ende der Partie für Mandy Islacker eingewechselt wurde. Eine Woche später debütierte sie auch in der zweiten Mannschaft Duisburgs in der 2. Bundesliga Nord. Zur Saison 2012/13 wechselte Gier ebenso wie ihre Teamkollegin Geldona Morina zur SGS Essen. Am 8. September 2013 (1. Spieltag) erzielte sie beim 3:3-Unentschieden gegen den BV Cloppenburg mit dem Treffer zum zwischenzeitlichen 3:1 ihr erstes Bundesligator. Zur Rückrunde der Saison 2015/16 wurde Gier an den Zweitligisten MSV Duisburg ausgeliehen und schaffte mit diesem den Aufstieg in die Bundesliga. Nach einem halben Jahr und der Rückkehr nach Essen verließ sie die SGS und wechselte zum Bundesliga-Aufsteiger Borussia Mönchengladbach.
Nach dem direkten Wiederabstieg Mönchengladbachs unterschrieb sie im Sommer 2017 einen Vertrag bei Bayer 04 Leverkusen. Nach dem zwischenzeitlichen Wechsel zum 1. FC Köln wechselte Gier im Sommer 2020 zum Regionalliga-West-Aufsteiger 1. FFC Recklinghausen. Dort spielte sie eine Saison und war danach ein Jahr vereinslos. Zur Saison 2023/23 schloss sie sich dem VfL Bochum an, der ebenfalls in der Regionalliga West spielte. Dort blieb sie zwei Saisons. Im Sommer 2024 wechselte sie in ihre Heimatstadt zu Rot-Weiß Oberhausen in die Landesliga.

### Nationalmannschaft
Gier gab am 7. April 2010, als sie im Testspiel der U15-Nationalmannschaft gegen die Niederlande in der 67. Minute eingewechselt wurde, ihr Debüt für eine Nachwuchsauswahl des DFB. Es folgten Einsätze für die U16- sowie für die U17-Nationalmannschaft, mit denen sie 2013 die Qualifikation für die U17-Europameisterschaft verpasste. Im September 2013 debütierte Gier im Testspiel gegen England für die U19-Nationalelf. Für die U20-Nationalmannschaft debütierte sie am 25. Juni 2014 in Kiel beim 3:0-Sieg gegen die U23-Auswahl Dänemarks. Mit der Mannschaft nahm sie auch an der vom 5. bis 24. August 2014 in Kanada ausgetragenen Weltmeisterschaft teil, kam allerdings zu keinem Turniereinsatz und wurde mit dem 1:0-Sieg n. V. im Finale gegen die Auswahl Nigerias als Teil der Mannschaft Weltmeister. Mit der U19-Nationalmannschaft nahm sie an der vom 15. bis 27. Juli 2015 in Israel ausgetragenen Europameisterschaft teil, bestritt die ersten beiden Gruppenspiele und das mit 2:4 im Elfmeterschießen gegen die Auswahl Schwedens verlorene Halbfinale. 2016 gehörte sie zum deutschen Kader für die U20-Weltmeisterschaft in Papua-Neuguinea und erzielte in ihren dortigen drei Einsätzen zwei Treffer.

## Erfolge
- U20-Weltmeister 2014 (ohne Einsatz)
- Dritter 2. Bundesliga 2018 und Aufstieg in die Bundesliga  (mit Bayer 04 Leverkusen)
- U15-Länderpokalsieg 2010 (mit der Auswahlmannschaft des FVN)